# Cinderella Liberty
Cinderella Liberty és una pel·lícula estatunidenca dirigida per Mark Rydell, estrenada el 1973.

## Argument
Història d'amor entre una prostituta (Marsha Mason) i un solitari mariner (James Caan) que ha de quedar-se a terra perquè la Marina ha perdut els seus papers. Com que ella té problemes amb l'alcohol, serà ell qui hagi d'ocupar-se del seu fill, un noi mulat de 10 anys.

## Repartiment
- James Caan: John Baggs Jr.
- Marsha Mason: Maggie Paul
- Kirk Calloway: Doug
- Eli Wallach: Lynn Forshay
- Burt Young: Mestre d'armes
- Bruno Kirby: Alcott
- Allyn Ann McLerie: Miss Watkins
- Dabney Coleman: Quadre dirigent
- Allan Arbus: Maríner
- Ted De Arms: Cuiner
- Sally Kirkland: Fleet Chick
- David Proval: Marí